# Territorialkonflikte im Ostchinesischen Meer

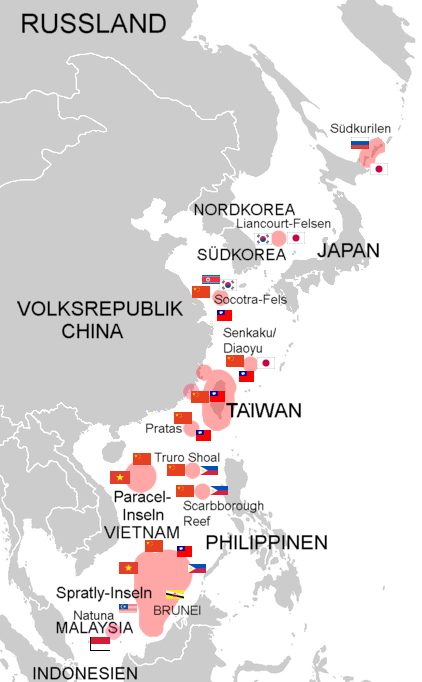
Territorialkonflikte in den Gewässern Ostasiens. Das Südchinesische Meer liegt südlich, das Ostchinesische Meer nördlich von Taiwan

Zu Territorialkonflikten im Ostchinesischen Meer kam es nach dem Zweiten Weltkrieg zwischen den Staaten Volksrepublik China, Republik China (Taiwan), Japan und Südkorea sowie weiteren Interessenparteien mit weitreichenden ökonomischen und sicherheitspolitischen Interessen. Die territorialen Grenzen zwischen den Anrainerstaaten sind in vielen Fällen nicht geklärt.
Die beteiligten Staaten beanspruchen teilweise dieselben Seegebiete und Inseln. Auslöser der Konflikte sind das Interesse an Rohstoffvorkommen und Fischgründe.
Diese Konflikte sind teilweise verbunden mit den Territorialkonflikten im benachbarten Südchinesischen Meer.

## Geografie
Das Ostchinesische Meer umfasst 1,25 Mio. km² Fläche und liegt in der Mitte des Chinesischen Meeres; im Norden schließt sich das Gelbe Meer, im Süden das Südchinesische Meer an.

## Geschichte
Japan expandierte ab Ende des 19. Jahrhunderts und besetzte u. a. 1895 Taiwan und 1910 Korea, China war in dieser Zeit ausgesprochen machtlos. Ab 1931 griff Japan China an, ab 1937 führte dies zu einem offenen Krieg, 1941 griff Japan die USA an. Nachdem Japan im Zweiten Weltkrieg 1945 besiegt wurde, blieb ein machtpolitisches Vakuum, in das die Sieger Sowjetunion und USA stießen. Die VR China blieb im Chinesischen Bürgerkrieg 1949 siegreich, es schloss sich der China-Taiwan-Konflikt an. 1948 wurden Süd- und Nordkorea unabhängig. Vor allem China, aber auch andere Anrainer beanspruchten verschiedene Inselgruppen. Nach dem Krieg besetzt gebliebene japanische Inseln wurden erst nach und nach von den Alliierten an Japan zurückgegeben. Im Koreakrieg (1950–53) brach der Konflikt zwischen der Sowjetunion und der VR China auf der einen und den USA auf der anderen Seite offen aus. Ab 1962 isolierte sich Nordkorea zunehmend.
Das schwierige Verhältnis zwischen Japan und China entspannte sich kurz unter der japanischen Regierung Hatoyama ab 2009, bis es Anfang 2011 zu einem offenen Streit um Gebietsansprüche um die Senkaku-Inseln kam.
Seit der Wirtschaftskrise 2008 gewann die VR China einen wirtschaftlichen Vorsprung gegenüber ihren Nachbarländern, die sich zunehmend bedroht fühlten. Dagegen nahm der wirtschaftliche Vorsprung der USA vor China ab, so dass Washington China zunehmend als Rivalen sah. In China werden das Gelbe, das Ostchinesische und das Südchinesischen Meer immer wieder als chinesische Gewässer (Mare Nostrum) gesehen. Diese „nahen Seegebiete“ reichen bis zu einer „Ersten Insellinie“, die von der Südspitze Japans über Taiwan bis zu den Philippinen verläuft. Die Volksrepublik strebt möglicherweise auch die Dominanz bis zur weiter östlichen „Zweiten Insellinie“ – bei den Marianen, Guam und Palau – an. Dann könnten die USA nicht mehr ihre Flugzeugträger-Verbände in die Straße von Taiwan schicken, wie das bei der letzten Krise 1996 der Fall war.
Im September 2021 verkündete US-Präsident Joe Biden die Gründung der indopazifischen Sicherheitsallianz AUKUS. An dem Militärbündnis, das von China heftig kritisiert wird, sind neben den USA auch Australien und Großbritannien beteiligt.

## Umstrittene Gebiete

### Senkaku-Inseln

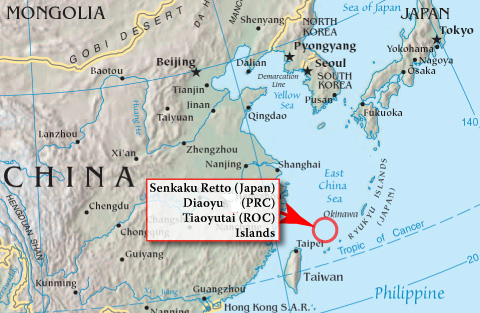
Lage der unbewohnten Senkaku-Inseln (5 Inseln, 3 Felsen)

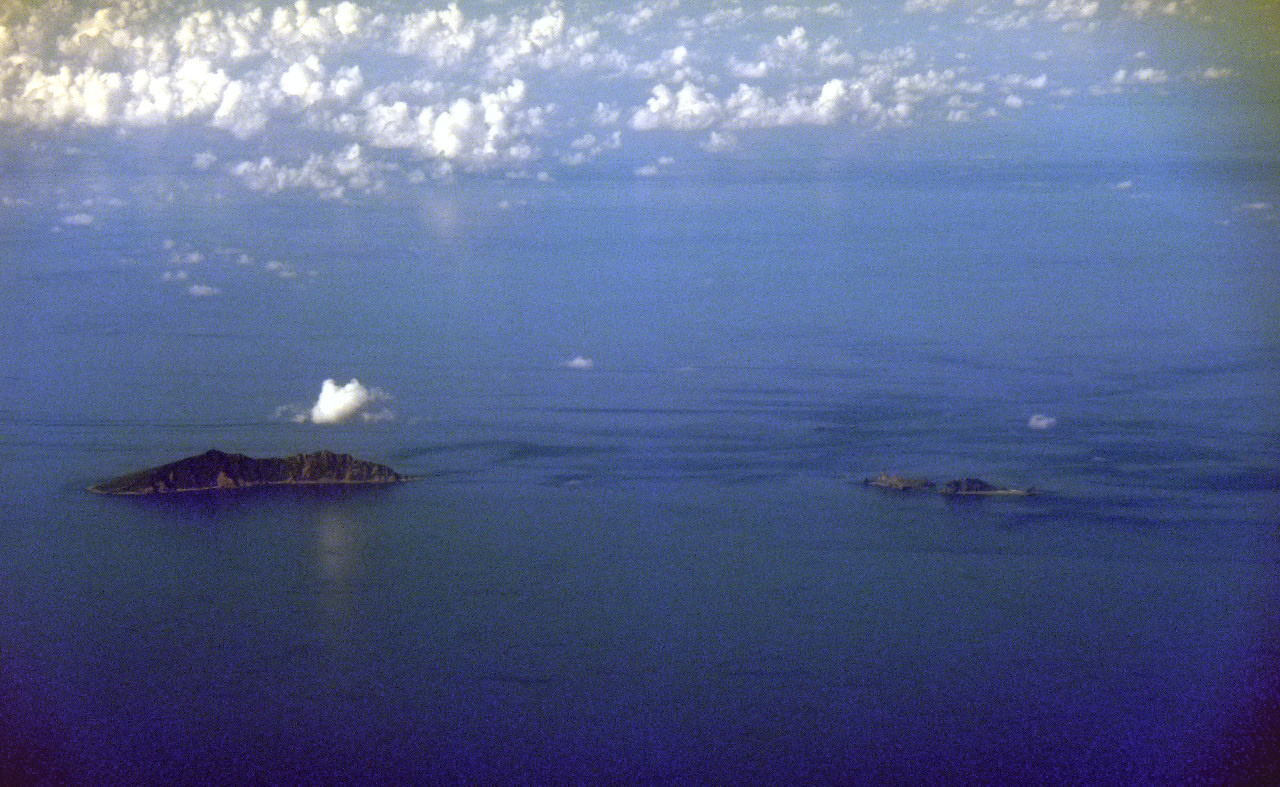
Senkaku Islands, links die Insel Uotsuri Jima (Diaoyu Dao), rechts Kita Kojima (Bei Xiaodao) und Minami Kojima(Nan Xiaodao) 15. September 2010

Die Senkaku-Inseln bzw. Teile davon werden von drei Nationen als ihr Territorium beansprucht:
- Volksrepublik China
- Taiwan
- Japan.

Die Senkaku-Inseln sind eine unbewohnte Inselgruppe auf dem Festlandsockel im Ostchinesischen Meer etwa 200 km nordöstlich von Taiwan und 300 km westlich von Okinawa. Seit 1972 wurden sie (wieder) von Japan verwaltet. Japan erklärte die fünf unbewohnten Riffe seit seinem Seekrieg mit China 1894 zu seinem Hoheitsgebiet. Peking führt seinen Anspruch auf die Inseln auf die Ming-Dynastie (1368–1644) zurück und auf die Kairoer und Potsdamer Erklärungen von 1943 und 1945. Sowohl die Taiwan wie auch die Volksrepublik China beanspruchen seit 1970/71 diese Inseln. Der Streit gewann an Schärfe, seit im Inselgebiet reiche Öl- und Gaslager vermutet werden. 2012 kaufte Japan Teile der Inseln von ihren privaten Besitzern. Dies sorgte für große Proteste auf chinesischer Seite. Die VR China erklärte den Kauf für ungültig und illegal.
Hongkonger Marinepolizisten versuchten vergeblich Mitte September 2012 die Abfahrt von 14 Aktivisten auf dem Fischkutter Kai Fung Nummer 2 aus dem Hafen Hongkongs zu stoppen. Bevor ihr Schiff internationale Gewässer erreichte, gingen die Beamten von Bord. Als der Kutter in deren Nähe kam, konnte die japanische Küstenwache nicht verhindern, dass einige Aktivisten ins Wasser sprangen und zu den Riffen schwammen, um dort die Fahnen der Volksrepublik China und Taiwans hissten. Danach wurden sie festgenommen. Auf Druck Pekings schob Japan die Inhaftierten nach Hongkong ab.
Trotz Tokios Verbot, die Inseln zu betreten, reagierten 150 japanische Patrioten auf die chinesische Aktion mit einem Inselbesuch. Von ihren Booten schwammen sie auf das Eiland, um dort ihre Fahnen zu hissen. Die japanische Regierung gab an, sie bedauere die Aktion, die ein falsches Signal sende.

### Socotra-Fels
Der Socotra-Fels ist ein untermeerisches Riff im Ostchinesischen Meer, auf welches sowohl Südkorea als auch die Volksrepublik China Territorialansprüche erheben. Seit 1995 wird der Fels von Südkorea verwaltet, das dort eine Forschungsstation gebaut hat.
- Südkorea
- Volksrepublik China

## Positionen

### China
Nach dem Ende des chinesischen Bürgerkrieges 1949 meldete die VR China Anspruch auf verschiedene Inselgruppen an.
Seit 2005 führt die VR China immer wieder gemeinsam mit Russland Marinemanöver durch. Den Landkauf auf unbewohnten Inseln durch Japan im Jahr 2012 erklärte China für illegal und ungültig, es gab zwischen beiden Staaten Verstimmungen. Chinesische Fischer fuhren zu den umstrittenen Inseln.

### Japan

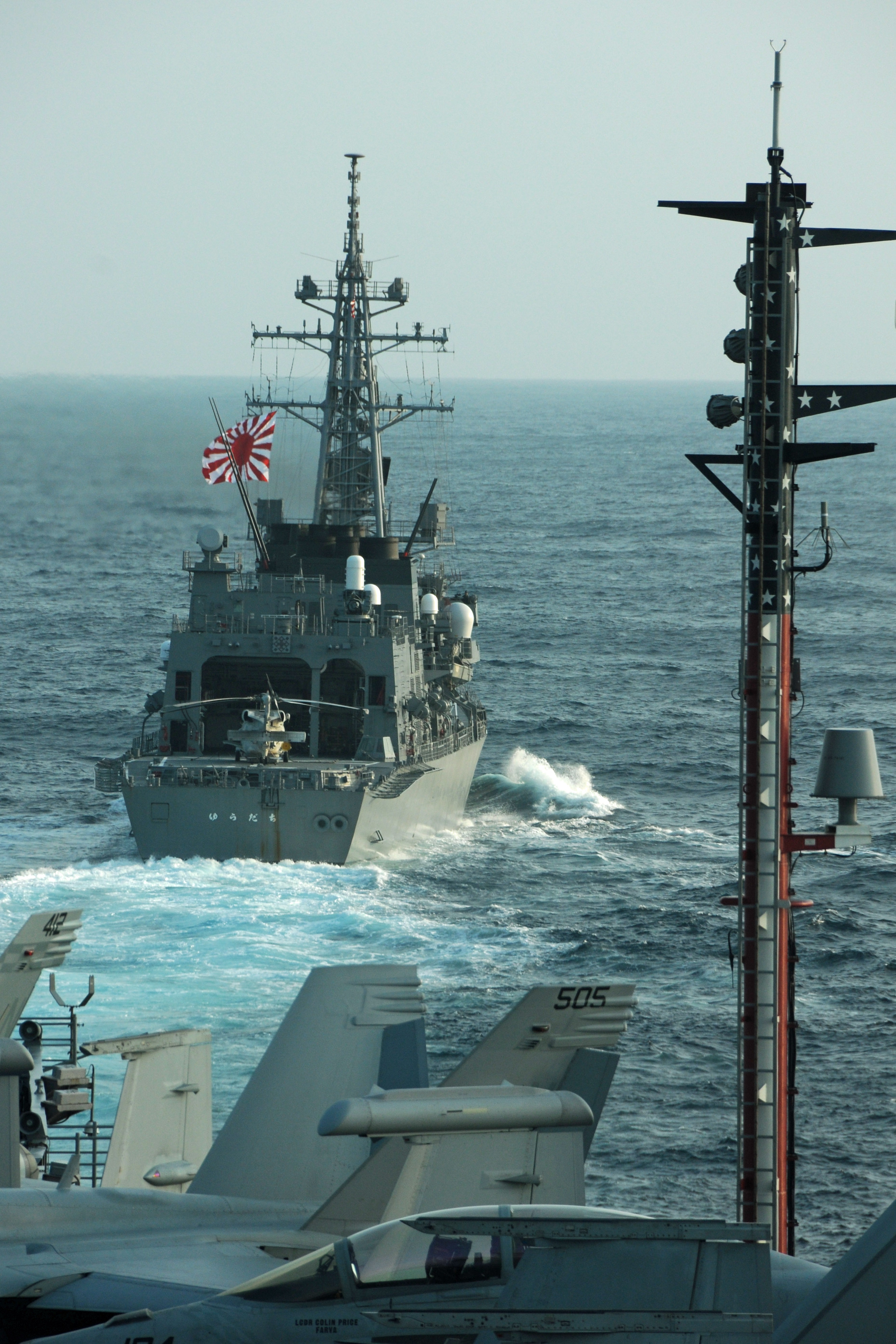
Der japanische Zerstörer Yūdachi 2012 im südchinesischen Meer

Als Folge des Zweiten Weltkrieges blieben ehemals japanische Inseln weiterhin von den USA besetzt. Erst im Jahr 1972 wurde die Souveränität über die Ryūkyū- und die unbewohnten Senkaku-Inseln an Japan übertragen.
Im September 2012 gab Japan bekannt, Land von privaten Besitzern auf den unbewohnten Senkaku-Inseln im Südchinesischen Meer zu kaufen, wovor Peking zuvor eindringlich gewarnt hatte. Japan verkündete, auf den Inseln baldmöglichst die friedliche Kontrolle zu übernehmen. Immer wieder werden chinesische Fischerboote in den umstrittenen Seegebieten von japanischen Patrouillen aufgebracht.

### Vereinigte Staaten

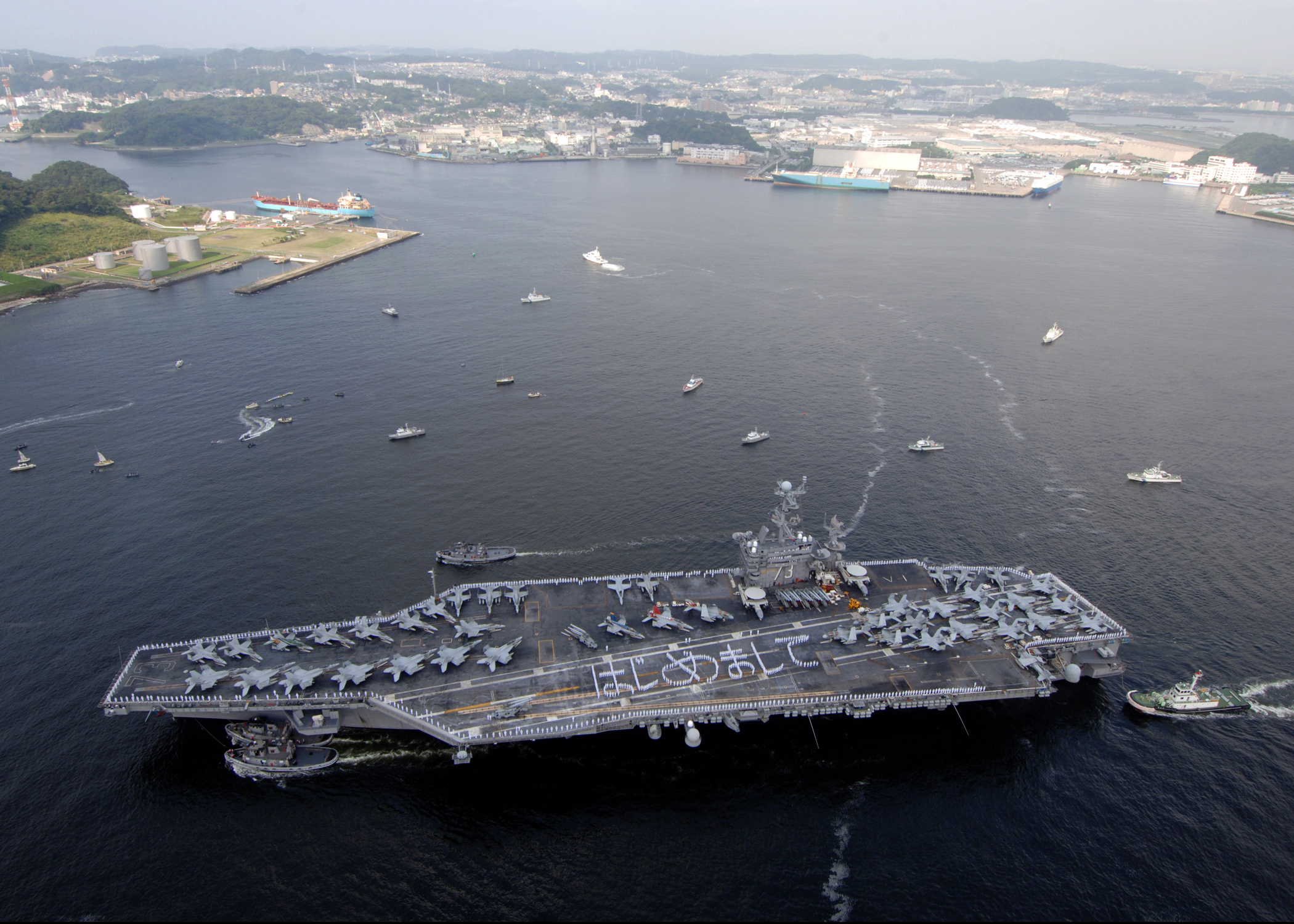
2012 wurde die USS George Washington ins Gelbe Meer verlegt.

Die Rolle und Präsenz der USA als Großmacht in der Region geht auf den Zweiten Weltkrieg zurück. Mit den militärisch gut ausgerüsteten Ländern Südkorea und Japan sind die USA verbündet, mit Taiwan unterhalten die USA enge sicherheitspolitische Beziehungen.
Die Siebte US-Flotte im Pazifik besteht aus 50–60 Schiffen, 350 Flugzeugen und 60.000 Mann. Ihre offiziellen Aufgaben sind: Hilfe bei Naturkatastrophen und gemeinsamen militärischen Operationen, das Operative Kommando für alle amerikanischen Marineeinheiten in der Region und die Verteidigung der koreanischen Halbinsel. Von den derzeit der Siebten Flotte zugeteilten Schiffen operieren 18 von US-Stützpunkten in Japan und Guam aus, darunter die George Washington als Amerikas einziger permanent außerhalb der USA stationierter Flugzeugträger. Das Flaggschiff der Siebten Flotte, das Kommandoschiff Blue Ridge, ist in Yokosuka in Japan stationiert.
Im Juli 2012 erklärte die US-Außenministerin Hillary Clinton die Seerechtsfragen in der Region zu einem „nationalen Interesse der USA“ und die USA kündigten an, 60 Prozent ihrer Marine in den Pazifik zu verlegen.